# Meloemorpha
Meloemorpha is een kevergeslacht uit de familie van de boktorren (Cerambycidae). De wetenschappelijke naam van het geslacht werd voor het eerst geldig gepubliceerd in 1976 door Chemsak & Linsley.

## Soorten
Meloemorpha omvat de volgende soorten:
- Meloemorpha aliena (Bates, 1880)
- Meloemorpha anomala (Bates, 1885)